# Long, Long, Long
A Long, Long, Long egy dal, amely a The Beatles együttes 1968-as az azonos nevet viselő albumán jelent meg. A dal szerzője George Harrison.
Harrison a dal szövegét még az együttes év eleji Maharisi Mahes jóginál tett risikési látogatás alatt írta. Habár a szöveg alapján egy szerelmes dalra gondolhatunk, szerzője 1980-as I, Me, Mine című önélterjazi könyvében vallási dalnak gondolta, mely Isten kereséséről szól. A dallamhoz az inspirációt Bob Dylan Sad Eyed Lady of The Lowlands című műve adta (melynek még ekkor It's Been a Long, Long, Long Time volt a munkacíme).
A dal felvételei 1968 októberében zajlottak le (John Lennon nélkül). Október 7-én rögzítették a dalt, mely az együttes egyik leghosszabb stúdióülése volt. Délután a szalagokat másolták, keverték, majd este és éjjel rögzítették a dalt egészen másnap reggel 7 óráig. A felvételen Harrison akusztikus gitáron, Paul McCartney basszusgitáron és orgonán, Ringo Starr dobon játszott. Továbbá George Martin asszisztense, Chris Thomas zongorázik. A dal végén hallható hangeffektus úgy keletkezett, hogy McCartney a orgona billentyűit leütötte, majd a Leslie hangszórón található borosüveg elkezdett zörögni. Október 9-én került rögzítésre a dal hangszeres része.

## Közreműködött
Ian MacDonald szerint:

### The Beatles
- George Harrison – duplázott ének, akusztikusgitárok
- Paul McCartney – vokál, orgona, basszusgitár
- Ringo Starr – dob

### További előadók
- Chris Thomas – zongora